# لینکلن تاون کار

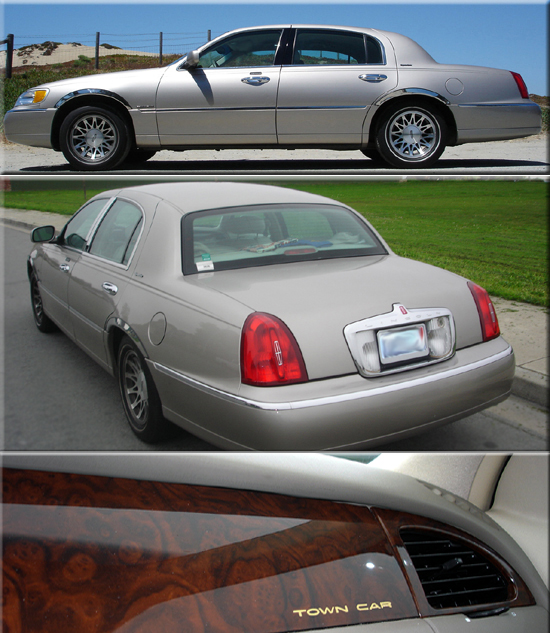

لینکلن تاون کار (به انگلیسی: Lincoln Town Car) یکی از مدل‌های کمپانی سواری لوکس لینکلن است با قیمت پایه ۴۸ هزار دلار آمریکا.
حجم موتور ۴۶۰۰ سی سی/۴٫۶لیتری هشت سیلندر/۱۶ سوپاپ/۲۴۹ اسب بخار قدرت در ۱۷۵ کیلو وات/تمام لوکس/دنده از روی فرمان/دیفرانسیل عقب

## نگارخانه

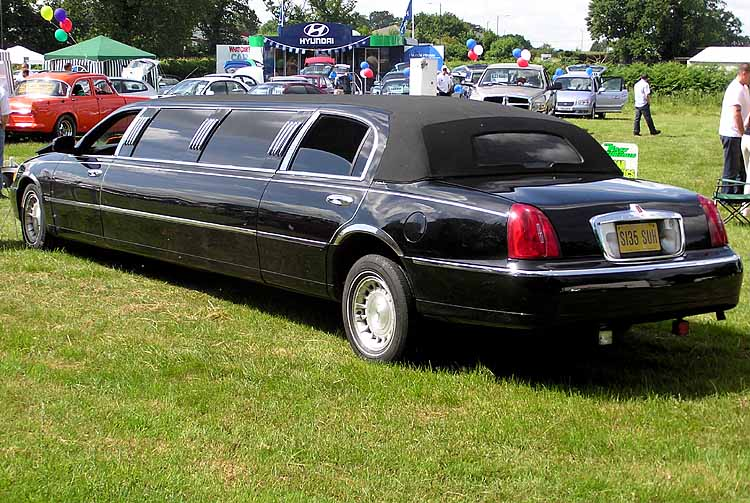